# Dasyodontus hispaniolus
Dasyodontus hispaniolus är en mångfotingart som beskrevs av Loomis 1936. Dasyodontus hispaniolus ingår i släktet Dasyodontus och familjen Fuhrmannodesmidae. Inga underarter finns listade i Catalogue of Life.